# Gavilanes
Gavilanes – gmina w Hiszpanii, w prowincji Ávila, w Kastylii i León, o powierzchni 29,16 km². W 2011 roku gmina liczyła 651 mieszkańców.